# Lorenzo Murdock
Lorenzo Murdock (ur. 2 lutego 1961) – jamajski kolarz szosowy, uczestnik letnich igrzysk olimpijskich.
Murdock reprezentował Jamajkę na letnich igrzyskach olimpijskich podczas igrzysk 1984 w Los Angeles. Wystartował  w wyścigu indywidualnym ze startu wspólnego, którego nie ukończył.